# 13 причин почему (сезон 2)
«13 причин почему» (англ. 13 Reasons Why) — американский драматический телесериал, основанный на одноимённом романе Джея Эшера 2007 года. Книга адаптирована для телеэкрана Брайаном Йорки. Диана Сон и Брайан Йорки являются шоураннерами телесериала. Премьера второго сезона состоялась 18 мая 2018 года на ТВ-канале Netflix.

## Сюжет
События второго сезона разворачиваются спустя несколько месяцев после смерти Ханны Бэйкер. Клэй и другие ученики, упомянутые ранее на кассетах, а также близкие друзья и члены семьи Ханны оказываются втянутыми в гражданскую судебную битву между родителями Ханны и «Либерти Хай». Мать Ханны обвиняет школу и её сотрудников в смерти своей дочери и благодаря суду, пытается добиться справедливости. Однако, её нежелание урегулировать досудебное разбирательство и её личные обстоятельства, в конечном итоге разрушают её брак с отцом Ханны. Основная часть сюжета раскрывает зрителю более подробные фрагменты из жизни Ханны и обстоятельства её смерти, благодаря показаниям учеников с кассет, которые были свидетелями в зале суда. Клэй, который считает себя несостоявшимся защитником Ханны, начинает расследование, используя любые доказательства, которые он может найти, чтобы повлиять на гражданское дело между родителями Ханны и школой. Он также пытается разоблачить коррумпированную культуру средней школы и её благосклонность к богатым спортсменам, которые издеваются над обычными учениками, что особенно ставит под угрозу целостность молодых девушек, таких как Ханна.

## В ролях

### Основной состав
- Дилан Миннетт — Клэй Джэнсэн
- Кэтрин Лэнгфорд — Ханна Бэйкер
- Кристиан Наварро — Тони Падилья
- Брэндон Флинн — Джастин Фоули
- Алиша Бо — Джэссика Дэвис
- Джастин Прентис — Брайс Уокер
- Майлс Хейзер — Алекс Стэндэлл
- Росс Батлер — Зак Дэмпси
- Девин Друид — Тайлер Даун
- Эми Харгривз — Лэйни Джэнсэн
- Дерек Люк — Кэвин Портер
- Кейт Уолш — Оливия Бэйкер
- Тимоти Гранадерос — Монтгомери Де ла Круз

### Второстепенный состав
- Брайан Д’Арси Джеймс — Эндрю Бэйкер
- Джош Хэмилтон — Мэтт Джэнсэн
- Мишель Селена Анг — Кортни Кримсэн
- Стивен Сильвер — Маркус Коул
- Аджиона Алексус — Шэри Холланд
- Томми Дорфман — Райан Шэйвер
- Соси Бэйкон — Скай Миллер
- Стивен Уэбер — Гэри Болан — директор «Либерти Хай».
- Кейко Аджена — миссис Брэдли — учительница Ханны.
- Марк Пеллегрино — Билл Стэнделл — заместитель шерифа и отец Алекса.
- Роберт Гант — Тодд Кримсэн — отец Кортни.
- Уилсон Крус — Деннис Васкес — адвокат Оливии Бэйкер.
- Мередит Монро — Кэролин Стэндэлл — мать Алекса.
- Бренда Стронг — Нора Уокер — мать Брайса.
- Эрджей Браун — Калеб — тренер и парень Тони.
- Энн Уинтерс — Хлоя — черлидер и девушка Брайса.[4]
- Брайс Касс — Сайрус — нигилист и друг Тайлера.[4]
- Чэлси Элдэн — МакКензи — сестра Сайруса.[4]
- Эллисон Миллер — Соня Страл — адвокат, выступающий в суде на стороне школы.[4]
- Саманта Логан — Нина Джонс — жертва изнасилования и подруга Джессики.[4]
- Келли О’Хара — Джэки — подруга Оливии, которая поддерживала её во время суда.[4]
- Бэн Лоусон — Рик — тренер школьной команды по бейсболу.[4]

## Список эпизодов
| № общий | № в сезоне | Название                                                    | Режиссёр             | Автор сценария                    | Дата премьеры |
| --- | ---------- | ----------------------------------------------------------- | -------------------- | --------------------------------- | ------------- |
| 14 | 1          | «Первый полароид» «The First Polaroid»                      | Грегг Араки          | Брайан Йорки                      | 18 мая 2018   |
| Прошло пять месяцев, после событий первого сезона. Процесс по делу Ханны Бэйкер переходит в суд. Тайлер первый даёт показания в суде и делает это честно. Скай и Клей встречаются, но у Клэя начинаются галлюцинации, в которых он видит Ханну. Мистер Портер сталкивается с Брайсом в туалете и начинает распрашивать его об изнасиловании Ханны. Джессика возвращается в школу, как и Алекс, который пережил свою попытку самоубийства, но потерял большую часть своей памяти, включая содержимое кассет Ханны. Тони получает записку, которую Ханна оставила ему в ночь своей смерти и прочитав её - сжигает. Клей находит полароидную фотографию в своем шкафчике с надписью: «Ханна была не единственной…» Свидетель: Тайлер Даун, который рассказывает, как фотографировал Ханну Бэйкер и пытался с ней подружиться. |            |                                                             |                      |                                   |               |
| 15 | 2          | «Две целующиеся девушки» «Two Girls Kissing»                | Грегг Араки          | Томас Хиггинс                     | 18 мая 2018   |
| В суде, при даче показаний, под давлением, Кортни признаётся, что она лесбиянка и испытывала чувства к Ханне. Группа протестующих собирается у здания суда, чтобы потребовать справедливости по делу Ханны, но Джессика и Алекс пытаются скрыть что-либо компрометирующее с их стороны, при даче своих показаний. Скай и Клэй борются за свои отношения, ведь Клэй всё ещё любит Ханну. Вскоре, Скай была госпитализирована, после того, как покинула дом Клэя. Тем временем, Тайлер заводит дружбу с одноклассником-бунтарём по имени Сайрус. Свидетель: Кортни Кримсэн, которая рассказывает о своих чувствах к Ханне Бэйкер и о поцелуе с ней. |            |                                                             |                      |                                   |               |
| 16 | 3          | «Пьяная шлюха» «The Drunk Slut»                             | Карен Монкрифф       | Марисса Джо Церар                 | 18 мая 2018   |
| Клэй, едущий домой на велосипеде, преднамеренно сбит автомобилем, который его немного ранит. Он навещает Скай в больнице, но она расстается с ним. Клей и Алекс пытаются убедить Джессику раскрыть информацию о Брайсе во время ее показаний, но она терпит неудачу, увидев компрометирующие её фотографии, прикрепленные к доске в классе. Позже, Оливия спрашивает её, была ли она той самой девочкой с девятой кассеты, но Джессика не отвечает. Узнав, что Джессика связалась с Джастином, Клэй находит его бездомным в Окленде с помощью Тони. Не имея другого выбора, Клэй позволяет Джастину пожить в своей спальне. Родители Скай переводят её в психиатрическую клинику и говорят Клэю разорвать с ней связь. Тайлер встречает остальных друзей Сайруса, в то время как Брайса просят дать показания. Свидетель: Джессика Дэвис, которая рассказывает о списке "горячий или нет" и о дружбе с Ханной. |            |                                                             |                      |                                   |               |
| 17 | 4          | «Второй полароид» «The Second Polaroid»                     | Карен Монкрифф       | Хейли Тайлер                      | 18 мая 2018   |
| Маркус лжёт во время его показаний о том, что произошло с Ханной в ночь, когда они ушли, на День Святого Валентина (чтобы защитить свою репутацию), и вкратце упоминает Брайса, разозлив его. Сайрус и Тайлер, услышав о лжи Маркуса на даче показаний решают проучить его, и идут в соседнее поле, чтобы пострелять из пистолета. Клэй узнает, что Джастин принимал героин, он и Шэри помогают Джастину встать путь трезвости. Джессика показывает записку с угрозами мистеру Портеру, которую она спрятала перед тем, как дать показания. Алекс продолжает расстраиваться из-за того, что ничего не может вспомнить и просит Клэя дать ему кассеты, которые находятся у него. Джессика и Алекс прогуливают школу и целуются на причале. Клэй снова находит уже вторую полароидную фотографию в своём шкафчике, на которой изображён Брайс, занимающийся сексом с девушкой без сознания, и надписью: «Он не остановится…» Свидетель: 'Маркус Коул, который лжёт о том, что на самом деле случилось с Ханной Бэйкер, после их ухода. |            |                                                             |                      |                                   |               |
| 18 | 5          | «Меловая машина» «The Chalk Machine»                        | Элайза Хиттман       | Ник Шефф                          | 18 мая 2018   |
| Тайлер сталкивается с мистером Портером, который подозревает, что это он приложил руку к фотографиям Джессики, найденных в классе перед её показаниями, но Тайлер отрицает причастность. Райан, при даче показаний рассказывает о стихах Ханны, упоминая, что они были написаны о Джастине Фоули, и что они не переставали общаться, даже после их ссоры. Позже, Оливия приглашает Райана помочь ей расшифровать стихи Ханны для дополнительных подсказок, но Райан вскоре уходит после того, как Оливия упоминает про недостающие страницы в журнале Ханны, который Райан вырвал. Клэй понимает, что полароидные фотографии были сделаны в школе и пытается выяснить, где именно. Хлоя встречается с родителями Брайса и его мать замечает синяки на ней. Джессика посещает свой первый сеанс групповой терапии. Мистер Портер находит кирпич, брошенный в окно его автомобиля, с приложенной запиской с угрозами; позже, он встречается с матерью Джастина и его арестовывают из-за избиения отчима Джастина. Свидетель: Райан Шэйвер, который рассказывает о стихах, написаных вместе с Ханной и о том, кому они были посвящены. |            |                                                             |                      |                                   |               |
| 19 | 6          | «Улыбка в конце причала» «The Smile at the End of the Dock» | Элайза Хиттман       | Джулия Бикнел                     | 18 мая 2018   |
| При даче показаний в суде, Зак сознаётся, что у них с Ханной были романтические отношения летом, перед её смертью, но они держали это в секрете. После показаний, Клэй негативно воспринимает данную информацию и противостоит Заку, игнорируя его извинения, в то время как Брайс задевает Зака за его отношения, вызывая небольшую борьбу между ними. Джастин возвращается в школу и разговаривает с Джессикой, но она просит его уйти. Затем он падает в обморок, увидев Брайса, и по возвращении в дом Клэя, должен спрятаться, когда кто-то врывается дом, и в этот момент родители Клэя узнают, что он оставался там, но позволяют ему жить с ними дальше. Свидетель: Зак Дэмпси, который рассказывает о дружбе с Ханной на летних каникулах, перед её смертью. |            |                                                             |                      |                                   |               |
| 20 | 7          | «Третий полароид» «The Third Polaroid»                      | Майкл Моррис         | Брайан Йорки                      | 18 мая 2018   |
| Во время показаний Клэя, его вынудили рассказать, что однажды ночью они вместе с Ханной употребляли наркотики на небольшой вечеринке и провели ночь вместе, когда Клэй проигнорировал комментарий Ханны о желании умереть. День рождения Алекса в «Аркаде» был сорван после ряда вспышек агрессии со стороны Алекса. Когда Клэй покидает День рождения, он находит полароидную фотографию, оставленную на его машине, с надписью на ней: «Клуб». Прочитав комментарии в интернете о его показаниях, со злости, Клэй анонимно загружает аудиозаписи с кассет Ханны в интернет. Тем временем, Брайс занимается сексом с Хлоей без получения надлежащего согласия. Бейсбольная команда отдает дань уважения Джеффу Аткинсу. Свидетель: Клэй Дженсэн, который рассказывает о дружбе с Ханной. |            |                                                             |                      |                                   |               |
| 21 | 8          | «Маленькая девочка» «The Little Girl»                       | Майкл Моррис         | Фелица Марье                      | 18 мая 2018   |
| После кассет Ханны, загруженных Клэем в итернет, Брайс возвращается в школу и осуществляет акт вандализма на шкафчик Клэя, за то, что его «исповедальные кассеты» распространяются среди студентов. После того, как Маркуса шантажируют, он называет Брайса насильником во время выступления на церемонии перед большой группой родителей и студентов, чтобы защитить свою репутацию. Клэй наконец-то связывается со Скай и навещает её в психиатрической лечебнице, но она говорит ему, что переезжает в другой штат. У Джастина случается передозировка героином, но Алекс спасает ему жизнь. После, Джастин возвращается в дом своей матери. Кассеты Ханны, выложенные Клэем в сеть, доставляют ему неприятности со стороны родителей. Свидетели: Энди и Оливия Бэйкер, которые рассказывают о жизни Ханны и издевательствах в «Либерти Хай». |            |                                                             |                      |                                   |               |
| 22 | 9          | «Недостающая страница» «The Missing Page»                   | Кэт Кэндлер          | Рохит Кумар                       | 18 мая 2018   |
| Давая показания, мистер Портер рассказывает, что после смерти Ханны он пришел к выводу, что Ханна была изнасилована Брайсом. Затем, он со слезами на глазах извиняется перед матерью Ханны за роль, которую он сыграл в её самоубийство. Джастин крадет деньги у друга своей матери и, когда сталкивается с ней, оставляет ей немного денег, чтобы она тоже ушла от этих отношений. Брайс противостоит и угрожает Клэю в предположении, что именно Клэй шантажировал Маркуса, чтобы публично обвинить Брайса в изнасиловании. Позже, Клэя в школе жестоко избивают четыре ученика в масках. Затем, к нему подходит Сайрус, который приглашает его присоединиться к нему и Тайлеру в разгроме школы вечером. Он соглашается, но видит группу студентов, входящих в сарай рядом с бейсбольным полем. Клэй сразу догадывается, что это то место, которое является тем самым «Клубхаусом», где происходили изнасилования. Он пишет Джастину и они снова встречаются. Тем временем, Оливия связывается с девочкой Сарой и её матерью, что бы попросить дать показания в суде. Свидетели: Пэм Брэдли, которая рассказывает об атмосфере в «Либерти Хай» и Кэвин Портер, который рассказывает о дне, когда Ханна просила его о помощи. |            |                                                             |                      |                                   |               |
| 23 | 10         | «Улыбнитесь, сучки!» «Smile, Bitches!»                      | Кэт Кэндлер          | Кирк Мур                          | 18 мая 2018   |
| Тони просят дать показания, но он предпочитает скрыть тот факт, что Ханна оставила ему свои кассеты, потому таким образом, он отплатил Ханне за то, что она помогла избежать ему ареста. Во время показаний Сары она рассказывает, что Ханны была частью трио девочек, которые издевались над ней в другой средней школе. После ссоры между Тайлером и Маккензи, его дружба с Сайрусом прекращается. Шэри, с помощью марихуаны соблазняет некоторых крутых парней взять её в их «Клубхауз», где Брайс фотографирует её вместе с другими парнями на Polaroid, помещая фотографию в коробку, заполненную другими фотографиями. Она узнает код от двери в «Клубхаус» и даёт его Клэю и Джастину. Во время бейсбольного матча, Зак ссорится с Брайсом, говоря ему о том, что Ханна не лгала, и что "игра окончена". Он идёт в «Клубхаус», чтобы увидеться там с Клэем и Джастином. Затем, Зак отдаёт Клэю коробку полароидных фотографий, сделанных в «Клубхаусе», и признаётся, что это он подбросил Клэю те три фотографии с надписями. Дома у Клэя, вместе с Джастином и Шэри они рассматривают фотографии, и находят пару изображений, на которых Брайс насилует Хлою. Затем, Клэй находит фотографию с изображением Ханны, но не показывает её Джастину и Шэри. Свидетели: Сара, которая рассказывает об издевательствах над ней со стороны Ханны и Тони Падилла, который рассказывает о дружбе с Ханной.                    |            |                                                             |                      |                                   |               |
| 24 | 11         | «Брайс и Хлоя» «Bryce & Chloe»                              | Джессика Ю           | Марисса Джо Церар и Томас Хиггинс | 18 мая 2018   |
| Давая показания, Брайс лжёт и утверждает, что у него и Ханны были случайные сексуальные отношения, и что она ложно обвинила его в изнасиловании после того, как он её бросил. Когда Брайс возвращается в школу, Джастин нападает на него, и эта борьба превращается в массовую драку. Джессика показывает Хлое две фотографии, на которых изображены Брайс, насилующий Хлою в «Клубхаусе». Затем, Хлоя признается, что это она разместила те фотографии Джессики в классе перед её показаниями. Оливия, её юридическая команда и Джессика просят Хлою дать показания и она соглашается, но на суде она лжёт, о том, что помнит, как Брайс занимался с ней сексом по обоюдному согласию. Кто-то крадёт коробку полароидных фотографий, найденных в «Клубхаусе» из машины Клэя, а Алекс получает посылку, в которой находится оружие и записка с угрозами. После показаний, мать Брайса спрашивает его, говорил ли он правду при даче показаний, и после давления, он признается в изнасиловании Ханны. Воспоминания показывают, что Брайс хотел отношений с Ханной, но был ею отвергнут. Клэй становится психически неуравновешенным из-за галлюцинаций Ханны, до такой степени, что решает убить Брайса, а затем застрелить себя, но Джастину удается его успокоить. Свидетели: Брайс Уокер, который лжёт об изнасиловании Ханны и Хлоя Райс, которая рассказывает про «Клубхаус», но также лжёт об её изнасиловании Брайсом. |            |                                                             |                      |                                   |               |
| 25 | 12         | «Коробка полароидов» «The Box of Polaroids»                 | Джессика Ю           | Хэйли Тайлер и Брайан Йорки       | 18 мая 2018   |
| Джастин получает записку со смертельной угрозой, перед дачей показаний. Во время суда, он рассказывает всю правду об изнасиловании Джессики Брайсом. После того, как Алекс понимает, что Монтгомери является тем самым, кто запугивает школьников во время суда, он, вместе с Клэем, Джастином, Тони, Заком и Скоттом ловят Монтгомери и он признается в краже коробки с полароидами. Однако, после того, как Монтгомери привозит Алекса в пустынное место, чтобы якобы отдать коробку, он лжёт и сбегает. В результате, Джессика, благодаря друзьями, сообщает в полицию о своём изнасиловании. После того, как процесс Бэйкеров заканчивается и присяжные считают, что школьный округ не несёт ответственности за смерть Ханны, Брайса и Джастина арестовывают за участие в изнасиловании Джессики. Мистера Портера увольняют после аттестации, а Тайлера отправляют на реабилитационную программу после того, как он выложил пост в соц. сети, в котором признался, что это он нанёс ущерб школе. Свидетель: Джастин Фоули, который рассказывает о своих отношениях с Ханной и признается, что Брайс изнасиловал её. |            |                                                             |                      |                                   |               |
| 26 | 13         | «Пока!» «Bye»                                               | Кайл Патрик Альварез | Брайан Йорки                      | 18 мая 2018   |
| Месяц спустя, после суда над Брайсом за изнасилование Джессики, он признан виновным, но приговорён к испытательному сроку всего лишь на три месяца. Джастин приговорён к шести месяцам условно и может быть отпущен только одному из своих родителей, которых не могут найти. Это мотивирует семью Клэя усыновить Джастина. Клэй узнаёт, что был включён в так называемый список "11 причин, почему...нет", написанный Ханной перед её смертью. Тайлер возвращается в школу, но его жестоко избивает и насилует палкой от швабры рассерженный Монтгомери со своими двумя друзьями. Джастин тайно употребляет героин. Нина показана с коробкой полароидов, которые она сжигает. На следующий вечер, на школьных танцах, Джессика и Джастин разделяют интимную встречу и Хлоя говорит Джессике, что она беременна. Тайлер прибывает на танцы, планируя массовую школьную стрельбу, но Клэй узнает о его планах, благодаря СМС сообщению, которое Маккензи получил от Тайлера. Затем, Клэй выходит наружу, чтобы противостоять Тайлеру, убеждая его не делать этого. Он спокойно забирает оружие у Тайлера. Тут же приезжает Тони, чтобы забрать Тайлера с собой. Когда автомобиль Тони отъезжает, слышны сирены приближающихся полицейских машин, а Клэй остается с винтовкой Тайлера перед школой. |            |                                                             |                      |                                   |               |

## Саундтрек
13 Reasons Why: Season 2 (Music From The Original TV Series) — официальный саундтрек-альбом ко 2-му сезону сериала «13 причин почему». Релиз состоялся 18 мая 2018 года под руководством лейбла Interscope Records. На данном альбоме собраны такие известные исполнители как Selena Gomez, Billie Eilish, Khalid и группы OneRepublic, Years & Years.
Официальным синглом в поддержку альбома стала песня «Back To You», в исполнении Селены Гомес. Премьера видеоклипа состоялась 5 июня 2018 года.